# Nagurus rhodiensis
Nagurus rhodiensis är en kräftdjursart som först beskrevs av Arcangeli1934.  Nagurus rhodiensis ingår i släktet Nagurus och familjen Trachelipodidae. Inga underarter finns listade i Catalogue of Life.